# Elymus athericus
Elymus athericus är en gräsart som först beskrevs av Heinrich Friedrich Link, och fick sitt nu gällande namn av Michel François-Jacques Kerguélen. Elymus athericus ingår i släktet elmar, och familjen gräs. Inga underarter finns listade i Catalogue of Life.

## Bildgalleri

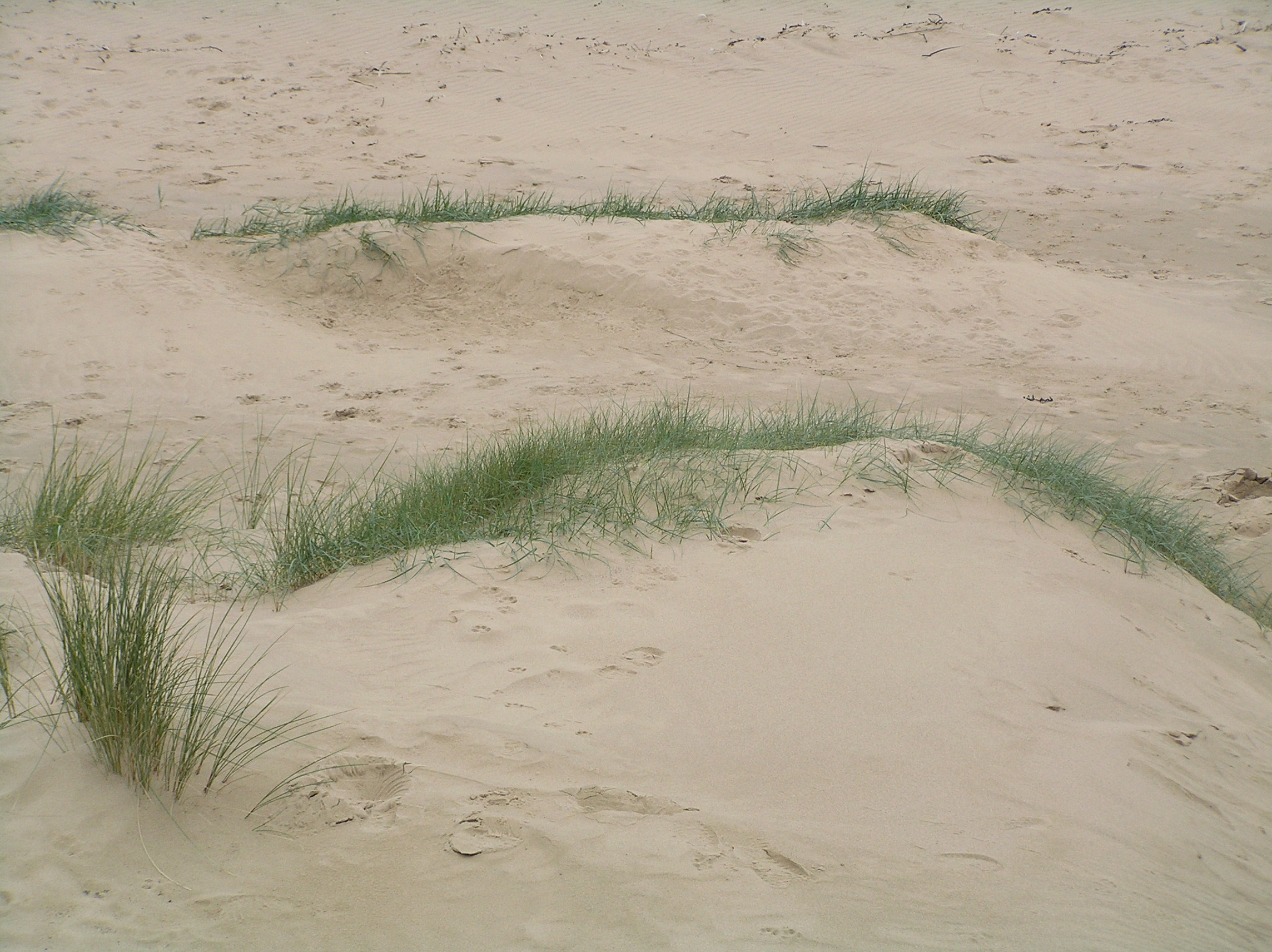
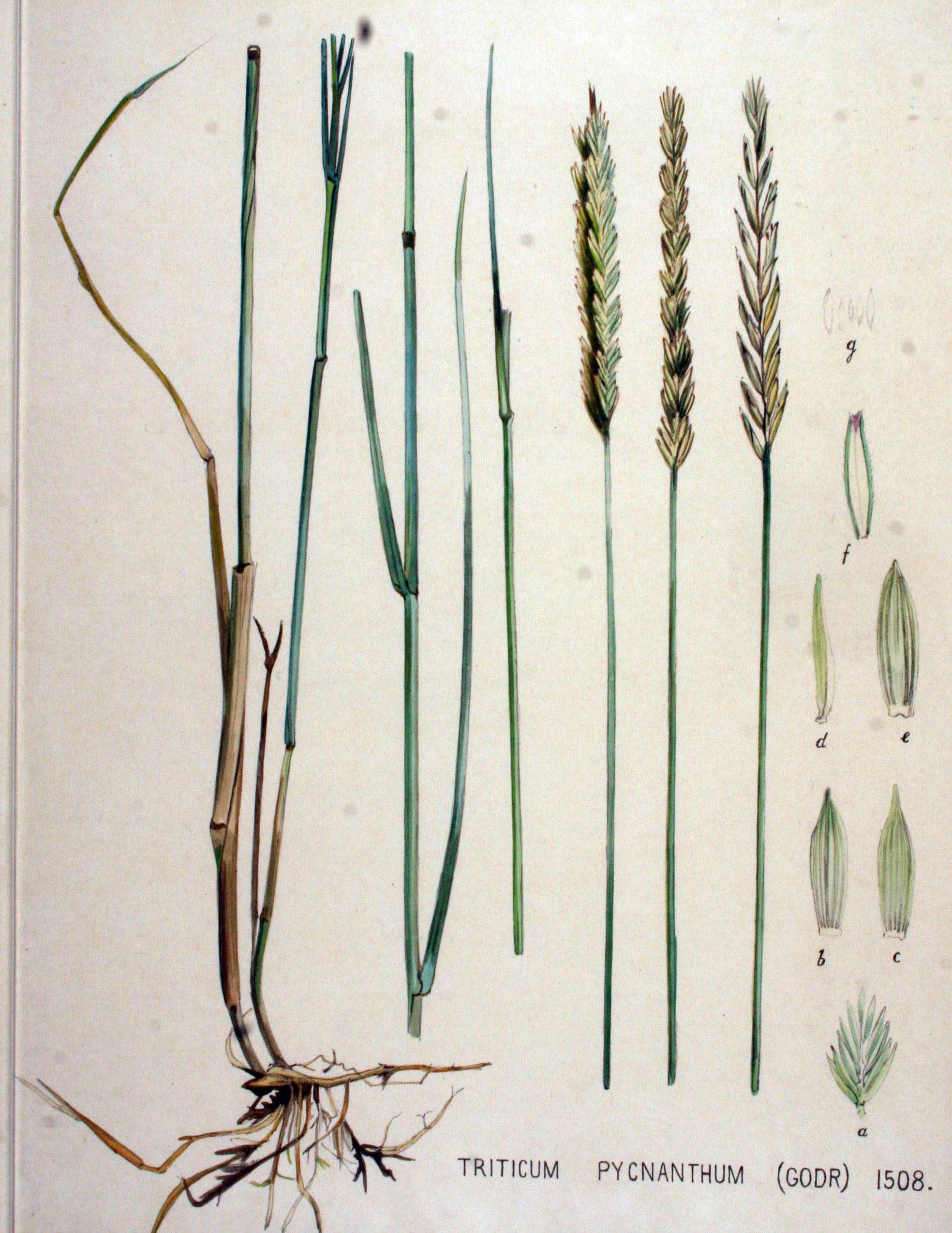